# Ryan McPartlin

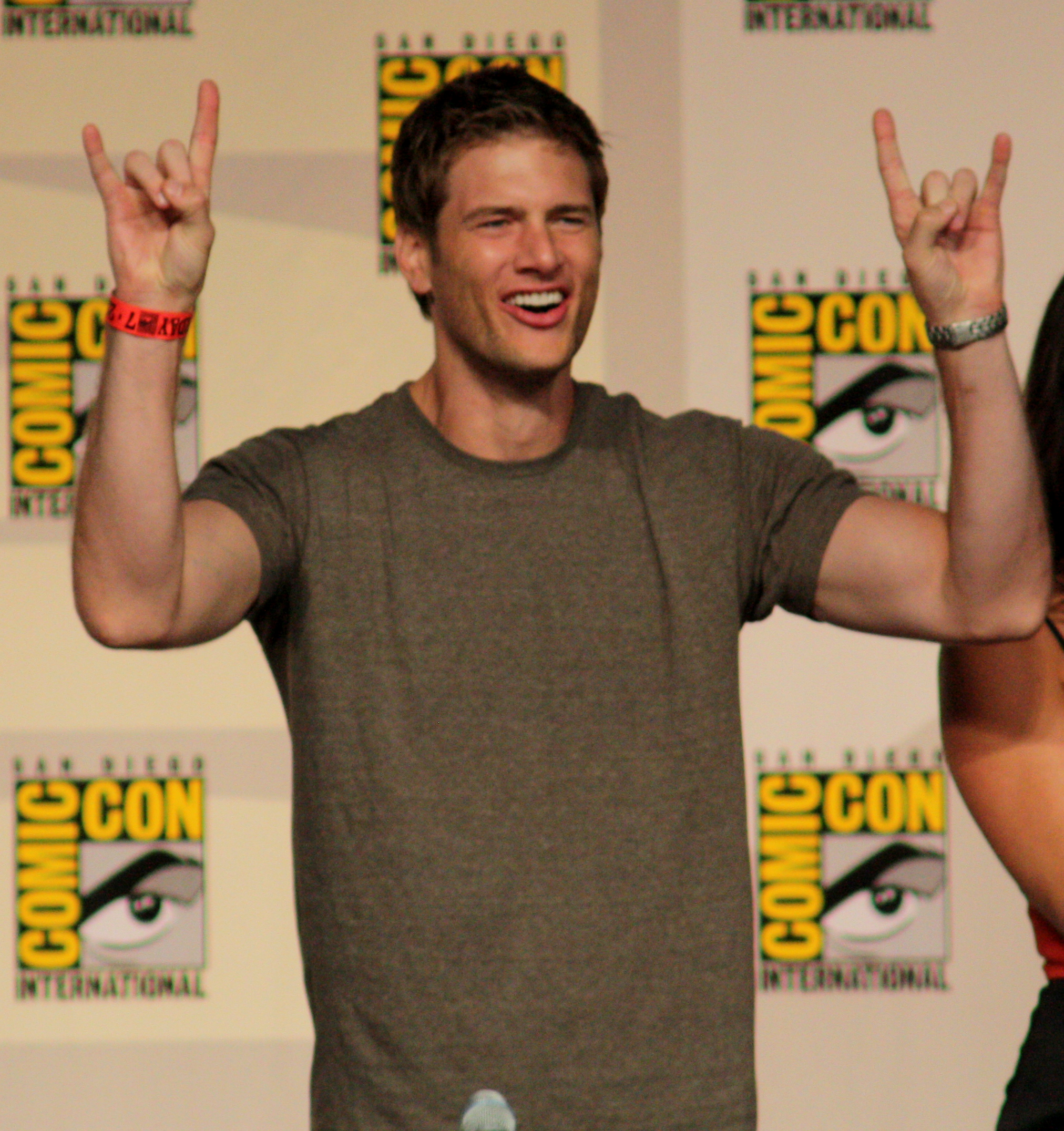
Ryan McPartlin (2009) auf der Comic-Con in San Diego

Ryan McPartlin (* 3. Juli 1975 in Chicago, Illinois) ist ein US-amerikanischer Schauspieler. Zu seiner bekanntesten Rolle zählt die des Devon Woodcomb in der Fernsehserie Chuck.

## Leben
McPartlin ist in Chicago, Illinois, geboren und in Glen Ellyn, einer Stadt bei Chicago aufgewachsen. Dort besuchte er die Glenbard South High School. Er studierte an der University of Illinois at Urbana–Champaign und war dort Linebacker in der Football-Mannschaft. Nach dem Abschluss verbrachte McPartlin ein halbes Jahr in Australien und Neuseeland. Er ist Personal Trainer. Seit dem 26. Oktober 2002 ist er mit der Schauspielerin Danielle Kirlin verheiratet und hat mit ihr zwei Söhne.

## Karriere
McPartlin war Model für das Modelabel Abercrombie and Fitch. Seine erste Rolle als Schauspieler war in der Fernsehserie Die Nanny. Anschließend hatte er verschiedene Gastrollen in Fernsehserien wie immer wieder Jim, Still Standing und Hallo Holly. Von 2005 bis 2007 spielte er in der Sitcom Living with Fran, in der er den weit jüngeren Freund der Titelfigur spielte, bis die Serie abgesetzt wurde. Er war in der engeren Auswahl für die Rolle des Clark Kent bzw. Superman in dem Film Superman Returns, ihm wurde jedoch Brandon Routh vorgezogen.
Von 2007 bis 2012 spielte er Devon Woodcomb, besser bekannt als Captain Abgefahren (im Original Captain Awesome), in der Fernsehserie Chuck. 2019 und 2020 spielte er in L.A.’s Finest den Ehemann von Jessica Alba.

## Filmografie
- 1999: Die Nanny (The Nanny, Fernsehserie, Episode 6x18)
- 2000: L.A. 7 (Fernsehserie, Episode 2x08)
- 2003: Immer wieder Jim (According to Jim, Fernsehserie, Episode 2x24)
- 2003: King of the Ants
- 2004: Still Standing (Fernsehserie, Episode 2x15)
- 2005: Hallo Holly (Fernsehserie, Episode 3x18)
- 2005–2007: Living with Fran (Fernsehserie, 26 Episoden)
- 2007: CSI: NY (Fernsehserie, Episode 3x13)
- 2007–2012: Chuck (Fernsehserie, 70 Episoden)
- 2008: Mad Men (Fernsehserie, Episode 2x13)
- 2010: Lego: The Adventures of Clutch Powers (Stimme)
- 2012: Ein perfektes Weihnachten (Holly's Holiday)
- 2012: CSI: Miami (Fernsehserie, 4 Episoden)
- 2012: Daybreak (Fernsehserie, Episode 1x01–1x05)
- 2012: Rizzoli & Isles (Fernsehserie, Episode 3x06)
- 2013: Foto mit Happy End (Friend Request, Fernsehfilm)
- 2013–2014: Hart of Dixie (Fernsehserie, 4 Episoden)
- 2014: Foto mit Happy End
- 2015: Babysitter’s Black Book (Fernsehfilm)
- 2018: Hunter Killer
- 2019–2020: L.A.’s Finest (Fernsehserie)
- 2021: All American (Fernsehserie, 2 Episoden)
- 2021: Twinkle All The Way (Fernsehfilm)
- 2021: Why Women Kill (Fernsehserie 1 Episode)